# 班晨晨
班晨晨（？年—），中国女子手球运动员，效力于安徽队，曾代表中国参加2017年世界女子手球锦标赛获得第22名。毕业于安徽师范大学运动训练专业。

## 战绩
2009年代表安徽队参加第十一届全运会女子手球比赛，夺得银牌。
2013年代表安徽队参加第十二届全运会女子手球比赛，夺得金牌。
2017年代表安徽队参加第十三届全运会女子手球比赛，夺得银牌。